# Hypnella philonotula
Hypnella philonotula là một loài Rêu trong họ Sematophyllaceae. Loài này được (Müll. Hal.) Kindb. mô tả khoa học đầu tiên năm 1891.